# 伯宁恩
伯宁恩（Beuningen）是荷蘭的一個市镇，位於荷蘭東部，靠近奈梅亨。伯宁恩在行政區劃上屬於海爾德蘭省。

## 外部連結
- 维基共享资源上的相關多媒體資源：伯宁恩
- Official website（页面存档备份，存于）